# Reakcja Stettera
Reakcja Stettera – reakcja chemiczna tworzenia wiązań węgiel–węgiel przez w wyniku 1,4-addycji aldehydów z α,β-nienasyconymi ketonami (w podstawowej wersji), z wykorzystaniem katalizatora nukleofilowego. Podczas gdy podobna reakcja 1,2-addycji, kondensacja benzoinowa, była znana już w latach 30. XIX w., pierwszy przykład reakcji nazwanej później reakcją Stettera, został opisany dopiero w 1973 r. przez Hermanna Stettera. Reakcja ta pozwala na utworzenie związków 1,4-dikarbonylowych z aldehydów oraz akceptorów Michaela. W przeciwieństwie do 1,3-dikarbonyli, które można otrzymać w reakcji kondensacji Claisena, i 1,5-dikarbonyli, które można otrzymać w reakcji Michaela, związki 1,4-dikarbonylowe są trudniejsze do otrzymania, ale są cennymi półproduktami m.in. w otrzymywaniu furanów, piroli i tiofenów w reakcji Paala-Knorra. Typowymi katalizatorami tej reakcji są sole tiazolowe i anion cyjankowy, ale w przypadkach asymetrycznej reakcji Stettera używane są sole triazolowe. Reakcja Stettera jest przykładem reakcji wprowadzającej umpolung, tj. odwrócenie polarności, ponieważ zazwyczaj elektrofilofilowy węgiel karbonylowy aldehydu zachowuje się w tym przypadku jako nukleofil.

## Mechanizm
Ponieważ reakcja Stettera zachodzi z odwróceniem polarności, aldehyd musi zostać przejściowo zamieniony z elektrofila w nukleofil. Dzieje się to przez przyłączenie węgla karbonylowego do katalizatora – cyjanku lub N-heterocyklicznego karbenu, utworzonego zazwyczaj in situ z soli tiazolowej lub triazolowej i odpowiedniej zasady. W obu przypadkach mechanizm jest podobny: nukleofilowy atom węgla z cyjanku lub N-heterocyklicznego karbenu przyłącza się do atomu węgla karbonylowego, co powoduje powstanie produktu pośredniego – cyjanohydryny lub tzw. produktu Breslowa – w którym były węgiel karbonylowy może być deprotonowany (cyjanohydryna) lub tworzy enolan (produkt Breslowa), w którym były węgiel karbonylowy również jest nukleofilowy. Taki związek został zaproponowany przez Ronalda Breslowa w 1958 roku jako wspólny produkt pośredni dla wszystkich reakcji katalizowanych solami tiazolowymi, w tym tiaminą, zarówno in vitro, jak i in vivo.
Tak utworzony synton „nukleofilowego aldehydu” może reagować na dwa sposoby. Jednym z nich jest kondensacja z kolejnym aldehydem i wytworzeniem produktu kondensacji benzoinowej, jednak ponieważ reakcja ta jest odwracalna w tych warunkach, nie przeszkadza to w zajściu wolniejszej reakcji Stettera. Wykorzystując tę odwracalność, reakcję Stettera można przeprowadzić z benzoinami zamiast z aldehydami. Właściwa reakcja Stettera zachodzi przez addycję równoważnika nukleofilowego aldehydu do akceptora Michaela. Ten etap jest nieodwracalny i w następnej kolejności powstaje 1,4-dikarbonyl z odtworzeniem katalizatora.

## Zakres stosowalności reakcji
Reakcja Stettera dostarcza trudne do uzyskania innymi drogami związki 1,4-dikarbonylowe i ich pochodne. Typowe warunki pozwalają na użycie wielu różnych substratów. Jako źródła anionu acylowego mogą być użyte aldehydy aromatyczne i heteroaromatyczne oraz odpowiednie benzoiny, zarówno z solami tiazolowymi, jak i cyjankiem jako katalizatorami. Aldehydy alkilowe mogą być użyte tylko z solami tiazolowymi, ponieważ cyjanek jest w tym przypadku zbyt silną zasadą, co powoduje powstawanie produktów kondensacji aldolowej. Jako akceptory Michaela mogą zostać użyte Estry α,β-nienasycone, enony, enale, nienasycone nitryle i nitrozwiązki. Co do zasady, w asymetrycznej wersji reakcji Stettera używa się węższego zakresu substratów. Natomiast w wewnątrzcząsteczkowych asymetrycznych reakcjach Stettera można używać wiele typowych akceptorów Michaela i aldehydów w niemal dowolnych kombinacjach. W takiej reakcji można zastosować zarówno aldehydy aromatyczne, heteroaromatyczne, jak i alkilowe z akceptorem Michaela w tej samej cząsteczce. Odpowiednie akceptory Michaela obejmują α,β-nienasycone estry, ketony, tioestry, nitryle, amidy Weinreba oraz alkilidenomaloniany. Nitroalkeny i enale ulegają reakcjom konkurencyjnym i nie pozwalają na uzyskanie produktu reakcji Stettera. Zarówno produkty z pierścieniem pięcioczłonowym, jak i sześcioczłonowym można uzyskać z wysokimi wydajnościami i nadmiarami enancjomerycznymi; produkty z pierścieniem siedmioczłonowym nie zostały do tej pory uzyskane w ten sposób. W porównaniu do reakcji wewnątrzcząsteczkowych, asymetryczne międzycząsteczkowe reakcje Stettera są mniej zbadane i opracowane zostały dla ściśle dopasowanych par akceptora Michaela i aldehydu. W jednym przypadku literaturowym użyto aldehydu alifatycznego i nitroalkenu.

## Modyfikacje
Od czasu odkrycia reakcji Stettera opisanych zostało wiele jej modyfikacji. W 2001 roku Jerry A. Murry, Doug E. Frantz i in. opublikowali przykład reakcji aza-Stettera między aldehydami aromatycznymi a N-acyloiminami dającej α-amidoketony. N-Acyloiminy zostały w tym przypadku utworzone in situ z adduktów sulfinowych, które ulegają eliminacji do imin w warunkach zasadowych. Reakcja ta pozwala na uzyskanie dobrych wydajności (75–90%); odpowiednie benzoiny nie są w tym przypadku dobrymi substratami, w przeciwieństwie do bardziej typowych reakcji Stettera. Autorzy wnioskują z tego, że w tym przypadku reakcja Stettera jest pod kontrolą kinetyczną, w przeciwieństwie do kontroli termodynamicznej w normalnych warunkach:
Inną modyfikacją jest użycie α-ketokwasów jako prekursorów anionu acylowego. W 2005 roku została opisana reakcja wykorzystująca pirogronian sodu zamiast aldehydu; reakcji utworzenia produktu Breslowa towarzyszy dekarboksylacja. W podobny sposób można użyć 1,2-diketonów: w 2011 roku ukazała się praca wykorzystująca 2,3-butadion jako źródło anionu acylowego. W warunkach opracowanych przez autorów 2,3-butanedion rozszczepia się na octan etylu oraz produkt Breslowa uczestniczący w reakcji Stettera:
W tej samej pracy zademonstrowano użycie cyklicznego 1,2-diketonu jako źródła anionu acylowego w reakcji Stettera, jednocześnie dostarczającego terminalnego estru etylowego w produkcie. Reakcja zachodzi jak z 2,3-butadionem, oprócz tego, że ester pozostaje w cząsteczce i nie jest produktem ubocznym:
Uzyskano w ten sposób tylko estry etylowe; użycie tert-butanolu skończyło się niepowodzeniem.
W roku 2004 Karl A. Scheidt i wsp. jak źródła anionu acylowego użył acylosilanów w reakcji Stettera. Modyfikacja ta nosi nazwę „reakcja sila-Stettera”. W tych warunkach katalizator tiazolowy powoduje zajście przegrupowania [1,2]-Brooka, po którym za pomocą izopropanolu przeprowadza się desilylację, co pozwala na uzyskanie produktu Breslowa. Reakcja nie zachodzi bez dodatku alkoholu, co wskazuje na konieczność zajścia desilylacji w celu uzyskania produktu. Acylosilany są mniej elektrofilowe niż odpowiednie aldehydy, co pozwala na uniknięcie powstawania produktów reakcji benzoinowej.

## Asymetryczna reakcja Stettera
Pierwszy wariant asymetryczny reakcji Stettera został opublikowany w 1996 przez Endersa wykorzystując chiralny katalizator triazolowy (związek 1 na ilustracji poniżej). W późniejszych publikacjach zostały opisane kolejne katalizatory asymetrycznej reakcji Stettera, takie jak 2, 3, i 4:
Szczególnie wartościowy okazał się katalizator Rovisa 2. W dalszej kolejności autorzy modyfikowali reszty arylowe zachowując szkielet aminoindanolu, co pozwoliło im na przeprowadzenie enancjoselektywnej wewnątrzcząsteczkowej reakcji Stettera tworzącej czwartorzędowe centrum stereogeniczne z aldehydami aromatycznymi jako substratami. Dalsze prace pozwoliły również na użycie aldehydów alkilowych. Dokładniejsze badania pozwoliły na ustalenie, że geometria substratu decyduje o diasteroselektywności, natomiast od użytego katalizatora zależy enancjoselektywność reakcji. W pierwszej kolejności następuje ustalenie konfiguracji węgla β z akceptora Michaela (przez addycję nukleofilowego aldehydu), a następnie węgla α (przez diastereoselektywne protonowanie powstałego anionu):
Nieodłączne trudności z kontrolą enancjoselektywności w międzycząsteczkowej reakcji Stettera sprawiają, że opracowywanie warunków tego wariantu reakcji pozostaje dużym wyzwaniem. Podczas gdy pewne ograniczone nadmiary enancjomeryczne zostały uzyskane przez Endersa w latach 90. dla reakcji n-butanalu z chalkonem, syntetycznie użyteczne warunki reakcji nie zostały uzyskane aż do 2008 roku. Grupa Dietera Endersa opisała wówczas użycie katalizatora triazolowego w reakcji aldehydów aromatycznych z chalkonami, uzyskując umiarkowane wydajności. W tym samym czasie ukazała się publikacja grupy Tomislava Rovisa, opisująca sprzęganie glioksamidu z alkilidenomalonianami w obecności katalizatora triazolowego, z wysokimi wydajnościami:
Rovis i wsp. zbadali następnie asymetryczną międzycząsteczkową reakcję Stettera aldehydów heterocyklicznych i nitroalkenów. Podczas optymalizacji tej reakcji okazało się, że najwyższą enancjoselektywność zapewnia katalizator z podstawnikiem fluorowym. Autorzy sugerują, że pomaga on usztywnić konformację katalizatora w taki sposób, który zwiększa enancjoselektywność. Badania obliczeniowe wskazują, że większy nadmiary enancjomeryczy jest efektem oddziaływania między częściowym ładunkiem dodatnim wiązania C−F i powstającym podczas reakcji ładunkiem ujemnym na nitroalkenie.
Innym przykładem asymetrycznej reakcji Stettera jest enancjoselektywna synteza α-aminokwasów z wykorzystaniem N-acylamidoakrylanu jako akceptora Michaela:

## Zastosowania
Reakcja Stettera jest użytecznym narzędziem w syntezie organicznej. Produkty tej reakcji, związki 1,4-dikarbonylowe, mogą być wprowadzane do bardziej złożonych związków. W jednym z zastosowań Trost użył reakcji Stettera w syntezie totalnej produktu naturalnego, racemicznego kwasu hirsutowego C. Wewnątrzcząsteczkowe sprzęganie aldehydu alifatycznego z α,β-nienasyconym estrem pozwoliło na otrzymanie tricyklicznego 1,4-dikarbonylu z wydajnością 67%. W siedmiu kolejnych etapach przekształcono ten związek w kwas hirsutowy C:
Reakcja Stettera jest często wykorzystywana do syntezy substratów do syntezy Paala-Knorra, takich jak furany, tiofeny i pirole. W 2001 roku Marcus A. Tius zaprezentował asymetryczną syntezę totalną roseofiliny, wykorzystującą wewnątrzcząsteczkową reakcję Stettera. Dalsza reakcja metatezy olefin i redukcja alkenu pozwoliła na uzyskanie 1,4-dikarbonylu będącego substratem reakcji Paala-Knorra prowadzącej do pirolu. Kolejne przekształcenia pozwoliły na uzyskanie roseofiliny:
W 2004 roku została zaprezentowana sekwencja reakcji one-pot (tj. bez izolowania produktów pośrednich): sprzęgania z kompleksami palladu – izomeryzacja – reakcja Stettera – reakcja Paala-Knorra. W pierwszej kolejności zachodzi sprzęganie halogenków arylowych z alkoholami propargilowymi, co daje α,β-nienasycone ketony. Te enony ulegają reakcji Stettera z aldehydami, natomiast w odpowiednich warunkach produkt 1,4-dikarbonylowy ulega reakcji Paala-Knorra do furanu lub pirolu.
Cheng Ma i wsp. opracowali alternatywną metodę syntezy furanów z wykorzystaniem reakcji Stettera. W ich podejściu 3-aminofurany powstają w warunkach reakcji Stettera między aldehydami aromatycznymi i dimetyloacetylenodikarboksylanem, gdzie karben tiazolowy jest hydrolizowany równocześnie z aromatyzacją produktu do furanu. Ponieważ pierścień tiazolowy ulega w tym przypadku rozkładowi, reakcja nie jest katalityczna i sól tiazolowa musi być użyta w ilościach stechiometrycznych:
Dalsze prace w tym kierunku pozwoliły na uzyskanie 2-aminofuranów przez reakcję wykorzystującą nitryle. W tym przypadku sól tiazolowa jest zastosowana w ilościach katalitycznych: